# Órfhlaith
Órfhlaith  è un nome proprio di persona irlandese femminile.

## Varianti
- Femminili: Órlaith[1]
  - Forme anglicizzate: Orlagh[1], Orla[1], Órla

## Origine e diffusione
È composto dai termini ór ("oro") e flaith ("principessa", un termine presente anche nei nomi Iarfhlaith e Tuilelaith); il significato può quindi essere interpretato come "principessa dorata".
Il nome venne portato da diverse regine e principesse irlandesi, fra le quali una sorella di Brian Boru che sposò Donnchad Donn. Va notato che una delle sue forme anglicizzate, Orla, coincide con un omografo nome danese maschile.

## Onomastico
Il nome è adespota, cioè non ha santa patrona. L'onomastico quindi ricorre il 1º novembre, giorno di Ognissanti.

## Il nome nelle arti
- Orla Quirke è un personaggio della serie di romanzi Harry Potter, creta da J. K. Rowling.